# Merlin (film, 1998)
Merlin är ett amerikanskt-brittiskt action-fantasy-äventyr från 1998 i regi av Steve Barron med Sam Neill i huvudrollen som Merlin. Filmen som handlar om Arturlegenden, hade Sverigepremiär den 10 september 2001. Filmen har även fått en uppföljare, Merlin's Return.

## Handling
Filmen handlar om striden mellan gott och ont, mellan Merlin, den sista trollkarlen, och den onda gudinnan drottning Mab som skapat honom genom sin magi; Merlin är därför endast till hälften människa. Drottning Mabs plan var att genom Merlins magi på nytt få makten över människornas sinnen, som alltmer övergett sin gamla religion och slutat tro på henne. Men Merlin vill inte följa Mabs onda väg, utan väljer att under hela sitt liv bekämpa henne.
På ett historiskt plan handlar filmen om vem som ska ha kungamakten i det medeltida England och varför. Först stödjer Merlin Uther Pendragon och ger honom Excalibur, det magiska svärdet från tidens gryning. Uther bedrar emellertid Merlin. Som straff tar Merlin då tillbaka Excalibur och tar Uthers son Artur och uppfostrar honom till att bli en rättvis och god kung.
När tiden är inne ger Merlin Excalibur till Artur och gör honom till kung. Drottning Mab lovar då kung Arturs svartsjuka halvsyster Morgan le Fay, som vill ha makten och är öppen för svartkonst, att hennes son ska bli kung. Morgan söker upp kung Artur, som inte vet att hon är hans syster, och förför honom. Hon föder Arturs son och ger honom namnet Mordred. Genom Mordred försöker sedan drottning Mab se till att hennes onda plan fullbordas. Återigen kastas landet in i blodiga strider.
Som en röd tråd genom hela filmen skildras kärleken mellan Merlin och Nimue.

## Rollista (i urval)
- Sam Neill - Merlin
- Miranda Richardson - Mab, Queen of the Old Ways/The Lady of the Lake
- Isabella Rossellini - Nimue
- Helena Bonham Carter - Morgan Le Fey
- Martin Short - Frik
- Rutger Hauer - King Vortigern
- Billie Whitelaw - Ambrosia
- Mark Jax - Uther Pendragon
- Paul Curran - King Arthur Pendragon
- Jason Done - Mordred
- Lena Headey - Guinevere
- Jeremy Sheffeilfd - Lancelot
- Sebastian Roché - Gawain
- James Earl Jones - The Rock of Ages
- John Gielgud - King Constant Pendragon